# Cricotopus ikigeheus
Cricotopus ikigeheus är en tvåvingeart som beskrevs av Sasa och Suzuki 1999. Cricotopus ikigeheus ingår i släktet Cricotopus och familjen fjädermyggor. Inga underarter finns listade i Catalogue of Life.